# Lista över Guinea-Bissaus statsöverhuvuden
Cipriano Cassamá är president i Guinea-Bissau sedan 30 juni 2019.
Detta är en lista över Guinea-Bissaus statsöverhuvuden.
| Namn                     | Ämbetsperiod                          | Titel                                |
| ------------------------ | ------------------------------------- | ------------------------------------ |
| Luís de Almeida Cabral   | 2 september 1973 – 14 november 1980   | Ordförande i statsrådet              |
| João Bernardo Vieira     | 14 november 1980 – 14 maj 1984        | Ordförande i revolutionsrådet        |
| Carmen Pereira           | 14 maj – 16 maj 1984                  | President i nationella folksamlingen |
| João Bernardo Vieira     | 16 maj 1984 – 29 september 1994       | Ordförande i statsrådet              |
| João Bernardo Vieira     | 29 september 1994 – 7 maj 1999        | President                            |
| Ansumane Mané            | 7 maj – 14 maj 1999                   | Militärjuntans ledare                |
| Malam Bacai Sanhá        | 14 maj 1999 – 17 februari 2000        | Tillförordnad president              |
| Kumba Ialá               | 17 februari 2000 – 14 september 2003  | President                            |
| Veríssimo Correia Seabra | 14 september – 28 september 2003      | Interimspresident                    |
| Henrique Rosa            | 28 september 2003 – 1 oktober 2005    | Interimspresident                    |
| João Bernardo Vieira     | 1 oktober 2005 – 2 mars 2009 (mördad) | President                            |
| Raimundo Pereira         | 3 mars 2009 – 8 september 2009        | Interimspresident                    |
| Malam Bacai Sanhá        | 8 september 2009 – 9 januari 2012     | President                            |
| Raimundo Pereira         | 9 januari 2012 – 12 april 2012        | Interimspresident                    |
| Mamadu Ture Kuruma       | 12 april 2012 – 11 maj 2012           | Ledare för militären                 |
| Manuel Serifo Nhamadjo   | 11 maj 2012 – 23 juni 2014            | Interimspresident                    |
| José Mário Vaz           | 23 juni 2014 –23 juni 2019            | President                            |
| Cipriano Cassamá         | 23 juni 2019 — 29 juni 2019           | Interimspresident                    |
| José Mário Vaz           | 29 juni 2019 — 2020                   | Interimspresident                    |
| Umaro Sissoco Embaló     | 2020 —                                | Interimspresident                    |